# Olav Hohmeyer

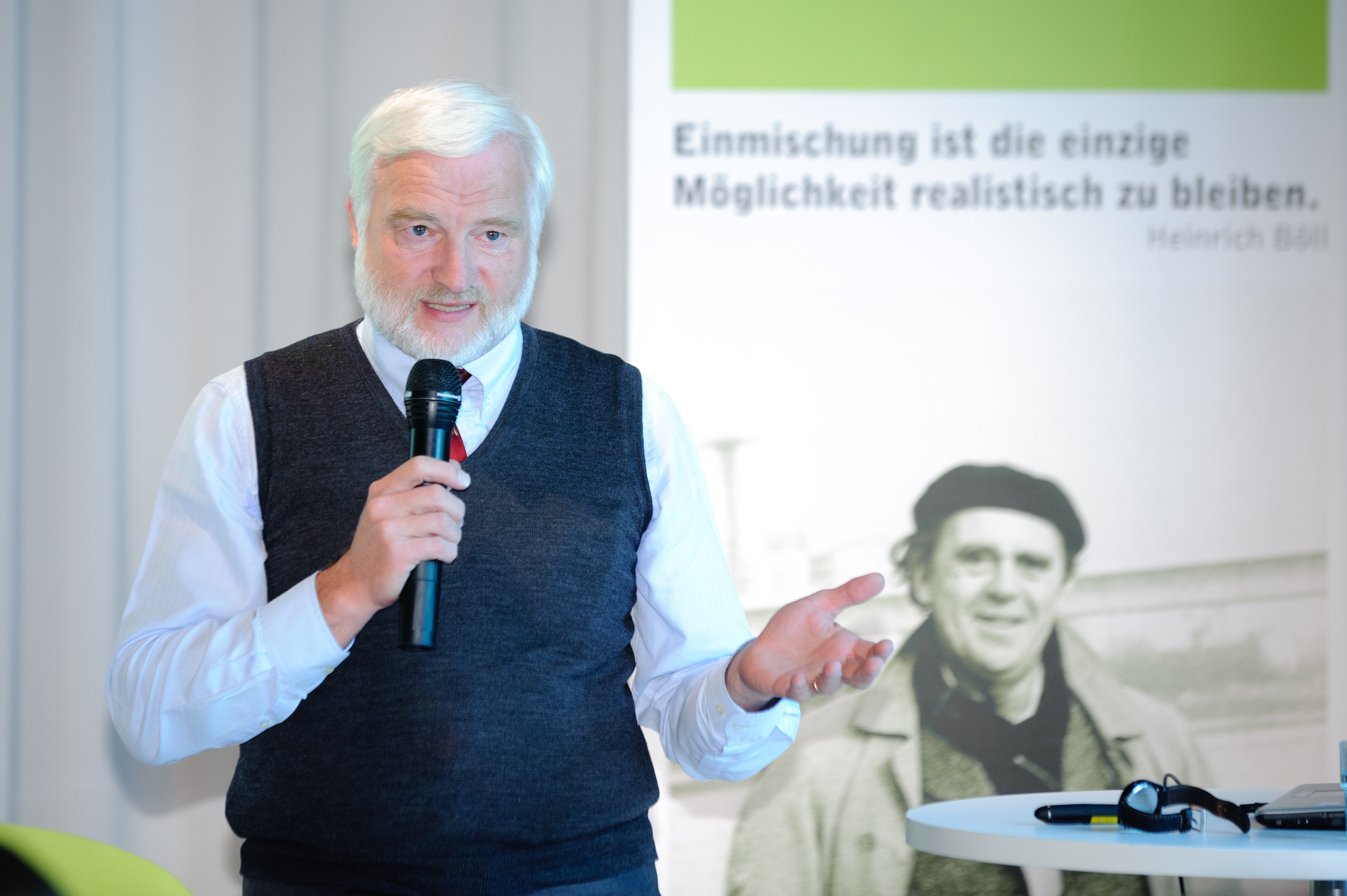
Olav Hohmeyer (2011)

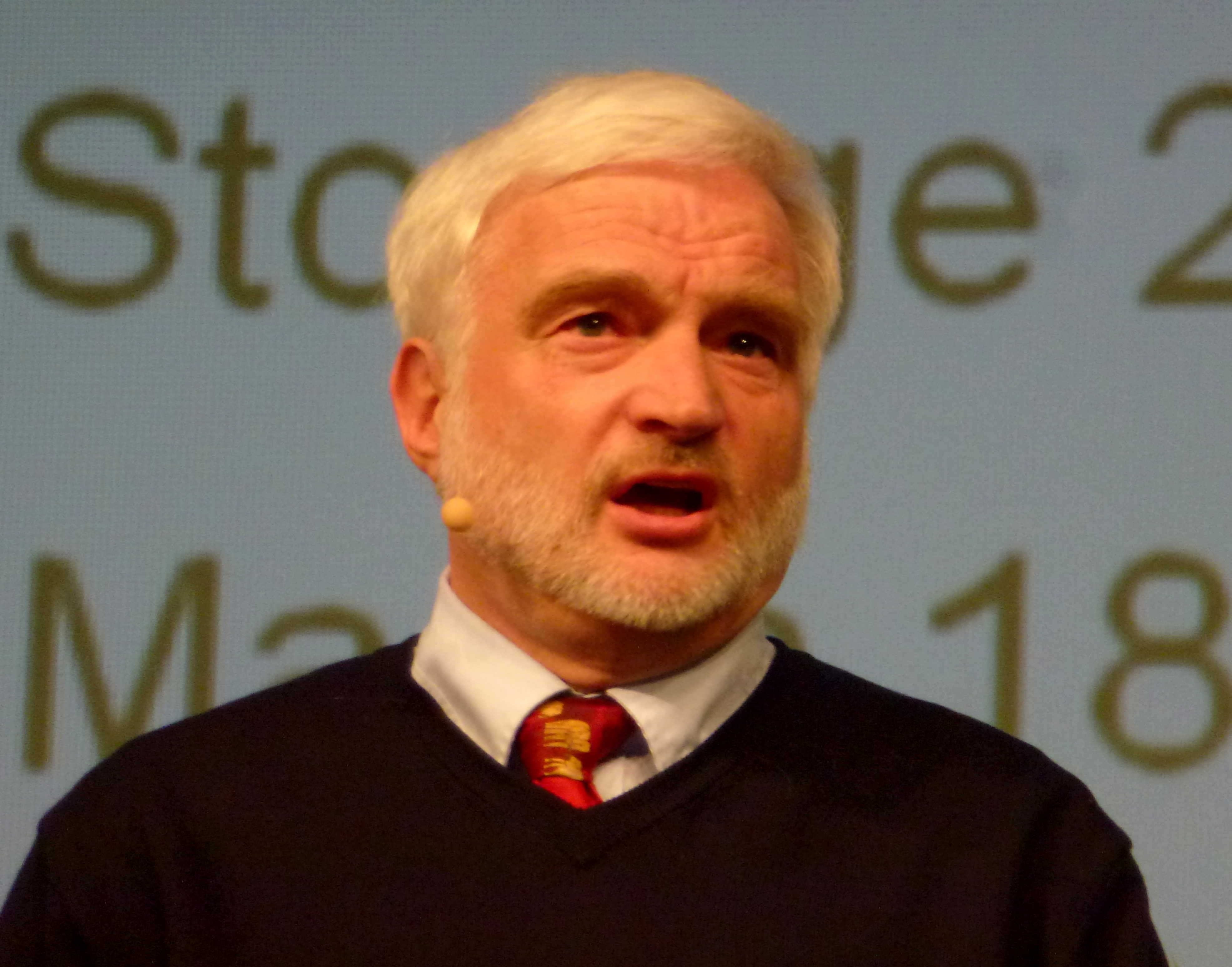
Olav Hohmeyer auf dem Energy Storage Summit in Düsseldorf 2013

Olav Hohmeyer (* 1953 in Minden) ist ein deutscher Ökonom und Professor für Energie- und Ressourcenwirtschaft an der Europa-Universität Flensburg.

## Leben
Hohmeyer studierte zunächst in den Vereinigten Staaten und dann von 1975 bis 1980 an der Universität Bremen Wirtschaftswissenschaften. 1989 promovierte er bei Rudolf Hickel zu den sozialen Kosten des Energieverbrauchs. Von 1982 bis 1993 arbeitete er in verschiedenen Positionen am Fraunhofer-Institut für System- und Innovationsforschung in Karlsruhe. Von 1994 bis 1998 schloss sich eine Tätigkeit am Zentrum für Europäische Wirtschaftsforschung in Mannheim an. Seit 1998 arbeitet er an der Europa-Universität Flensburg; dort ist er für den Studiengang Energie- und Umweltmanagement verantwortlich.
Hohmeyer war an der Erstellung mehrerer Sachstandsberichte des UN-Weltklimarates (IPCC) beteiligt. Für den Vierten Sachstandsbericht war er als Vice-Chair der Arbeitsgruppe III (Verminderung des Klimawandels) einziges deutsches Mitglied des Bureau of IPCC (2002–2008).
Mit Wirkung zum 1. Juli 2008 wurde er von Bundesumweltminister Sigmar Gabriel für vier Jahre zum Mitglied des Sachverständigenrates für Umweltfragen berufen.
Am 7. September 2009 trat Hohmeyer in das Zukunftsteam des SPD-Spitzenkandidaten Ralf Stegner zur Landtagswahl in Schleswig-Holstein 2009 ein.
2010 plädierte Hohmeyer dafür, am Atomkonsens festzuhalten und sprach sich dezidiert gegen eine Laufzeitverlängerung deutscher Kernkraftwerke aus, die im Herbst 2010 von der Bundesregierung beschlossen und im Frühjahr 2011 anlässlich der Nuklearkatastrophe von Fukushima wiederum revidiert wurde (siehe Atomausstieg, Energiewende).

## Publikationen (Auswahl)

### Bücher
- Olav Hohmeyer et al. (Hrsg.), Social costs and sustainability. Valuation and implementation in the energy and transport sector, Berlin Heidelberg 1996, ISBN 3-540-60177-5.
- Olav Hohmeyer (Hrsg.), Ökologische Steuerreform, Baden-Baden 1995, ISBN 3-7890-3901-2.
- Olav Hohmeyer (Hrsg.), External environmental costs of electric power. Analysis and internalization, Berlin Heidelberg 1991, ISBN 3-540-54184-5.
- Olav Hohmeyer, Soziale Kosten des Energieverbrauchs. Externe Effekte des Elektrizitätsverbrauchs in der Bundesrepublik Deutschland, Berlin Heidelberg 1989, ISBN 3-540-51046-X.
- Olav Hohmeyer, Social costs of energy consumption. External effects of electricity generation in the Federal Republic of Germany, Berlin Heidelberg 1988, ISBN 3-540-19350-2.

### Zeitschriftenartikel
- Olav Hohmeyer, Sönke Bohm, Trends toward 100% renewable electricity supply in Germany and Europe: a paradigm shift in energy policies.  In: Wiley Interdisciplinary Reviews: Energy and Environment 4, Ausgabe 1, (2015) 74-97, doi:10.1002/wene.128.
- Frauke Wiese, Gesine Bökenkamp, Clemens Wingenbach Olav Hohmeyer, An open source energy system simulation model as an instrument for public participation in the development of strategies for a sustainable future. In: Wiley Interdisciplinary Reviews: Energy and Environment 3, Ausgabe 5, (2014) 490-504, doi:10.1002/wene.109.
- Groscurth et al., Total costs and benefits of biomass in selected regions of the European Union. In: Energy 25, Ausgabe 11, (2000), 1081–1095, doi:10.1016/S0360-5442(00)00016-5.
- Olav Hohmeyer, Renewables and the full costs of energy. In: Energy Policy 20, Ausgabe 4, (1992), 365–375, doi:10.1016/0301-4215(92)90051-3.